# Districtul Rhein-Hunsrück
Districtul Rhein-Hunsrück  (Rin-Hunsrück) este un district rural (în germană Landkreis) din landul Renania-Palatinat, Germania.